# Peel P50
Peel P50 — трёхколёсный микромобиль-мотоколяска производства Peel Engineering Company. Автомобиль вмещал одного взрослого человека и сумку, обладал лишь одной дверью слева и имел одну фару, и в настоящее время удерживает рекорд самого маленького серийного автомобиля. Устройство было оснащено рукояткой сзади, которая позволяла его вручную развернуть или затащить в помещение, что при весе всего в 59 кг было нетрудно. Стоимость нового авто составляла £ 199. Всего выпущено около 47 штук Peel P50.

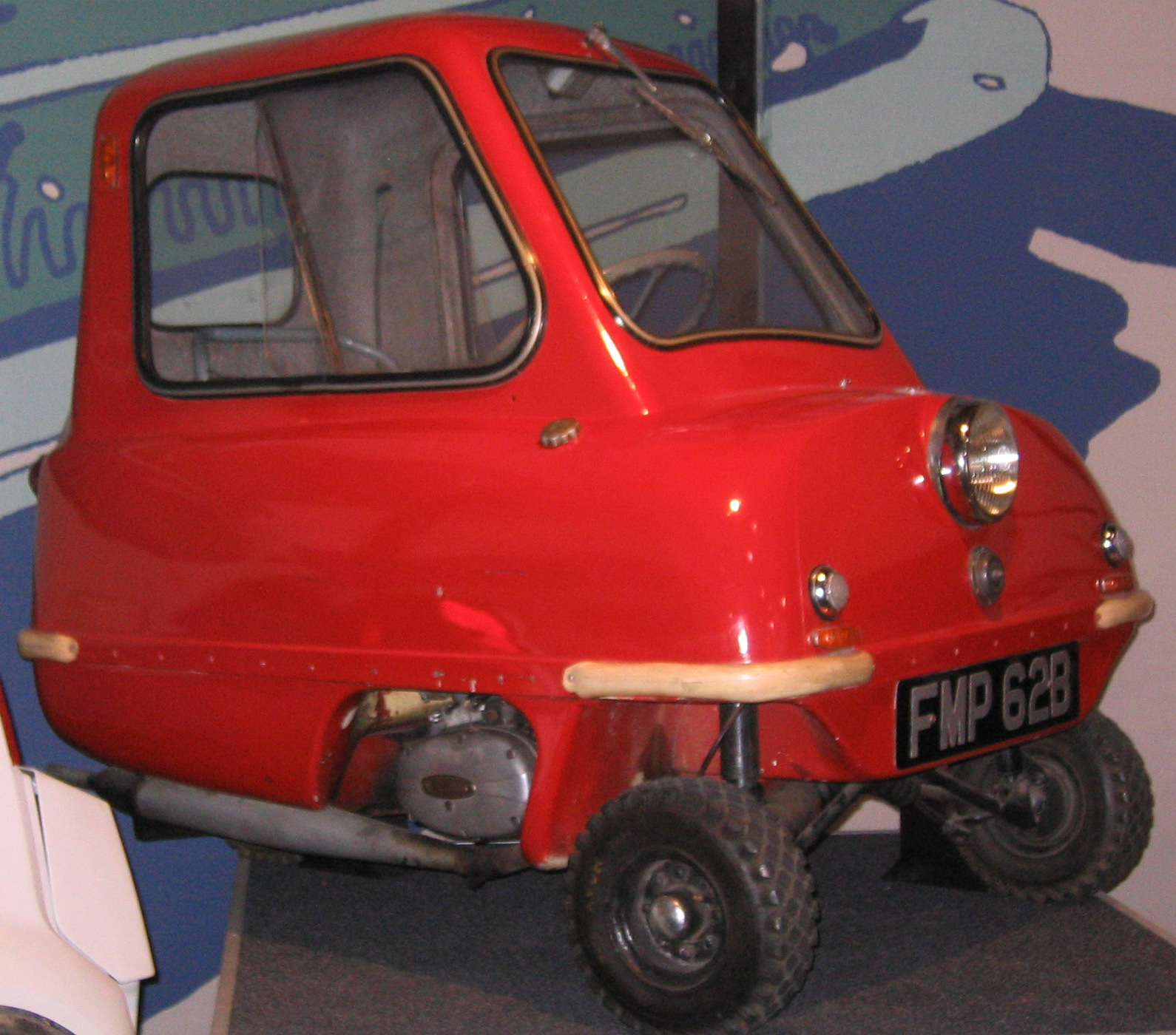
Peel P50 в экспозиции Национального автомобильного музея, Бьюли.

Автомобиль оборудован 49-кубовым мотоциклетным двухтактным двигателем DKW мощностью 4,2 л. с. и имеет максимальную скорость 61 км/ч, однако скорость зависит от веса и роста человека. Двигатель расположен спереди справа и агрегатируется с трёхступенчатой механической коробкой передач, не имеющей задней передачи. Базовая версия Peel P50 помимо одной фары включала стеклоочиститель ветрового стекла. Расход топлива — 2.8 литра/100 км.
По сообщениям портала Autoblog Peel Engineering Company планировала возродить самые маленькие трехколесные автомобили в мире — Peel P50 и Peel Trident. Машины собирались выпускать ограниченной серией в общем количестве 50 штук по цене 10772 доллара. На автомобили устанавливали как электромотор — вместо двигателя от мотороллера, как в оригинальной машине, — так и бензиновый. Peel Engineering на своём сайте начала прием заявок на P50 и Trident. Для того чтобы «забронировать» автомобиль, надо было внести депозит в размере 1546 долларов. В 2010 году производство Peel P50 в бензиновой и электрической версиях было возобновлено. В обеих версиях максимальная скорость 45 км/ч. Производство находится в городе Саттон-ин-Ашфилд, в северной Англии.

## Появление в СМИ
28 октября 2007 года P50 был представлен в программе Top Gear, в ходе которой ведущий Джереми Кларксон проехал через центр Лондона на работу. Кларксон, рост которого составляет 196 сантиметров, продемонстрировал, что это возможно, хотя и трудно. Прибыв в офис BBC, он проехал через автостоянку между столбиков ограждения к фасаду здания, после чего приподнял P50 за заднюю часть и закатил в офисные помещения. Затем он проехал в P50 по коридорам здания на совещание, которое он провёл внутри P50. После совещания, выехав на улицу, Кларксон заключил, что если бы у этого автомобиля была задняя передача, «это был бы венец средства свободного передвижения».